# ESL One Cologne 2016
ESL One Cologne 2016 (Electronic Sports League One Cologne 2016) – najważniejszy turniej międzynarodowy w Counter-Strike: Global Offensive. Zawody odbyły się w dniach od 5 do 10 lipca w Lanxess Arenie mogącej pomieścić ponad 15 tysięcy osób w Kolonii. Organizatorem rozgrywek było ESL, a w puli nagród znalazło się milion dolarów. Połowę tej kwoty oraz tytuł mistrzowski zdobyła drużyna SK Gaming, której zawodnicy zwyciężyli również poprzedniego majora będąc w innej organizacji. MVP majora drugi raz z rzędu zdobył Marcelo "coldzera" David.

## Drużyny
Udział w turnieju w Kolonii zapewnionych miało osiem ekip ze statusem Legendy. O kolejne osiem wolnych miejsc drużyny walczyły w głównych kwalifikacjach, które odbyły się w Katowicach. Uczestnikami kwalifikacji było osiem drużyn z miejsc 9-16 podczas MLG Columbus 2016 oraz 8 ekip z kwalifikacji regionalnych. Podczas kwalifikacji korzystano z systemu szwajcarskiego. Ekipa, która chciała awansować na majora musiała wygrać trzy mecze. Trzy porażki eliminowały drużynę z dalszego udziału.
| Legendy - Astralis - Fnatic - Counter Logic Gaming - Natus Vincere - Ninjas in Pyjamas - SK Gaming - Team Liquid - Virtus.pro | Drużyny zakwalifikowane - FaZe Clan - Flipsid3 Tactics - G2 Esports - Gambit Gaming - mousesports - OpTic Gaming - Team Dignitas - Team EnVyUs |

1. ↑  SK Gaming zyskało miejsce na turnieju po pozyskaniu składu Luminosity Gaming.

## Format rozgrywek
Przed rozlosowaniem grup, drużyny zostały rozstawione na podstawie osiągniętych wyników podczas MLG Columbus 2016 oraz głównych kwalifikacji do ESL One Cologne 2016. W koszyku nr 4 znalazły się cztery najsłabsze drużyny z kwalifikacji, a w koszyku nr 3 cztery najlepsze drużyny z kwalifikacji. Drużyny z miejsc 5-8 z poprzedniego trudniej zajęły miejsca w koszyku nr 2, a drużyny z miejsc 1-4 wrzucono do koszyka nr 1. Do czterech grup rozlosowano po jednej drużynie z każdego koszyka, co wywołało niemałą falę krytyki, gdyż w jednej z grup znalazły się trzy zespoły będące w czołówce rankingu HLTV. Mecze standardowo rozgrywano w formacie GSL w trybie BO1, z wyjątkiem meczu decydującego o wyjściu z drugiego miejsca. Spotkanie to było rozgrywane w trybie BO3.
W fazie play-off wystąpiło 8 najlepszych zespołów, gdzie zwycięzca grupy był rozstawiony w ćwierćfinale. Dodatkowo drużyny z tych samych grup rozlokowano tak, aby mogły się ze sobą spotkać dopiero w finale. Mecze rozgrywano na zasadach Best-of-Three w systemie pojedynczej eliminacji.

### Pula map
Podczas ESL One Cologne 2016 nastąpiła niewielka zmiana w puli map turniejowych. Z dostępnych map usunięto Inferno, a w jej miejsce przywrócono Nuke, które zmieniło się po renowacji. Sposób wyboru map pozostał bez zmian, czyli w fazie grupowej drużyny banowały naprzemiennie mapy do momentu, gdy zostały dwie. Spośród tych dwóch map system losował ostateczną mapę. Drużyna, która zbanowała 2 mapy miała prawo wyboru strony, po której chce rozpocząć mecz. W fazie pucharowej ekipy banowały po jednej mapie, a następnie wybierały po jednej na której drużyny chciały grać. Przeciwnik mógł wybrać po której stronie chciał rozpocząć mecz. Spośród trzech pozostałych map system losował mapę decydującą. Dostępnymi mapami były: 
- Cache
- Cobblestone
- Dust II
- Mirage
- Nuke
- Overpass
- Train

## Faza grupowa

### Grupa A
| Poz.             | Drużyna              | W | P | WR | PR | RR  | Pkt. |
| ---------------- | -------------------- | - | - | -- | -- | --- | ---- |
| 1                | Gambit Gaming        | 2 | 0 | 32 | 19 | +13 | 6    |
| 2                | Astralis             | 2 | 1 | 70 | 71 | -1  | 6    |
| 3                | Team Dignitas        | 1 | 2 | 71 | 65 | +6  | 3    |
| 4                | Counter Logic Gaming | 0 | 2 | 14 | 32 | -18 | 0    |
| Źródło: hltv.org |                      |   |   |    |    |     |      |

| Drużyna              | Wynik | Mapa        | Wynik | Drużyna       |
| -------------------- | ----- | ----------- | ----- | ------------- |
| Astralis             | 16    | Overpass    | 12    | Team Dignitas |
| Counter Logic Gaming | 13    | Dust II     | 16    | Gambit Gaming |
| Astralis             | 6     | Dust II     | 16    | Gambit Gaming |
| Counter Logic Gaming | 1     | Cobblestone | 16    | Team Dignitas |
| Astralis             | 16    | Cobblestone | 19    | Team Dignitas |
| Astralis             | 16    | Mirage      | 10    | Team Dignitas |
| Astralis             | 16    | Cache       | 14    | Team Dignitas |

### Grupa B
| Poz.             | Drużyna           | W | P | WR | PR | RR  | Pkt. |
| ---------------- | ----------------- | - | - | -- | -- | --- | ---- |
| 1                | Natus Vincere     | 2 | 0 | 32 | 19 | +13 | 6    |
| 2                | FlipSid3 Tactics  | 2 | 1 | 69 | 58 | +11 | 6    |
| 3                | Ninjas in Pyjamas | 1 | 2 | 57 | 66 | -9  | 3    |
| 4                | OpTic Gaming      | 0 | 2 | 17 | 32 | -15 | 0    |
| Źródło: hltv.org |                   |   |   |    |    |     |      |

| Drużyna           | Wynik | Mapa        | Wynik | Drużyna           |
| ----------------- | ----- | ----------- | ----- | ----------------- |
| Natus Vincere     | 16    | Train       | 7     | FlipSid3 Tactics  |
| Ninjas in Pyjamas | 16    | Dust II     | 4     | OpTic Gaming      |
| Natus Vincere     | 16    | Cobblestone | 12    | Ninjas in Pyjamas |
| OpTic Gaming      | 13    | Train       | 16    | FlipSid3 Tactics  |
| Ninjas in Pyjamas | 16    | Overpass    | 14    | FlipSid3 Tactics  |
| Ninjas in Pyjamas | 2     | Cache       | 16    | FlipSid3 Tactics  |
| Ninjas in Pyjamas | 11    | Mirage      | 16    | FlipSid3 Tactics  |

### Grupa C
| Poz.             | Drużyna     | W | P | WR | PR | RR  | Pkt. |
| ---------------- | ----------- | - | - | -- | -- | --- | ---- |
| 1                | Virtus.pro  | 2 | 0 | 32 | 22 | +10 | 6    |
| 2                | Team Liquid | 2 | 1 | 60 | 40 | +20 | 6    |
| 3                | mousesports | 1 | 2 | 43 | 60 | -17 | 3    |
| 4                | Team EnVyUs | 0 | 2 | 19 | 32 | -13 | 0    |
| Źródło: hltv.org |             |   |   |    |    |     |      |

| Drużyna     | Wynik | Mapa        | Wynik | Drużyna     |
| ----------- | ----- | ----------- | ----- | ----------- |
| Team Liquid | 16    | Train       | 7     | Team EnVyUs |
| Virtus.pro  | 16    | Train       | 10    | mousesports |
| Team Liquid | 12    | Cobblestone | 16    | Virtus.pro  |
| mousesports | 16    | Train       | 12    | Team EnVyUs |
| Team Liquid | 16    | Cobblestone | 11    | mousesports |
| Team Liquid | 16    | Mirage      | 6     | mousesports |
| Team Liquid | -     | Dust II     | -     | mousesports |

### Grupa D
| Poz.             | Drużyna    | W | P | WR | PR | RR  | Pkt. |
| ---------------- | ---------- | - | - | -- | -- | --- | ---- |
| 1                | SK Gaming  | 2 | 0 | 32 | 17 | +15 | 6    |
| 2                | Fnatic     | 2 | 1 | 62 | 45 | +17 | 6    |
| 3                | FaZe Clan  | 1 | 2 | 28 | 62 | -24 | 3    |
| 4                | G2 Esports | 0 | 2 | 24 | 32 | -8  | 0    |
| Źródło: hltv.org |            |   |   |    |    |     |      |

| Drużyna   | Wynik | Mapa        | Wynik | Drużyna    |
| --------- | ----- | ----------- | ----- | ---------- |
| SK Gaming | 16    | Cobblestone | 11    | G2 Esports |
| Fnatic    | 14    | Dust II     | 16    | FaZe Clan  |
| SK Gaming | 16    | Cobblestone | 6     | FaZe Clan  |
| Fnatic    | 16    | Train       | 13    | G2 Esports |
| FaZe Clan | 9     | Cache       | 16    | Fnatic     |
| FaZe Clan | 7     | Mirage      | 16    | Fnatic     |
| FaZe Clan | -     | Dust II     | -     | Fnatic     |

## Faza pucharowa

### Drabinka
|  | Ćwierćfinały     | Ćwierćfinały     | Ćwierćfinały |             |             | Półfinały   | Półfinały | Półfinały |  |  | Finał | Finał | Finał |  |
|  |                  |                  |              |             |             |             |           |           |  |  |       |       |       |  |
|  | Virtus.pro       | Virtus.pro       | 2            |             |             |             |           |           |  |  |       |       |       |  |
|  | Virtus.pro       | Virtus.pro       | 2            |             |             |             |           |           |  |  |       |       |       |  |
|  | Astralis         | Astralis         | 0            |             |             |             |           |           |  |  |       |       |       |  |
|  | Astralis         | Astralis         | 0            |             | Virtus.pro  | Virtus.pro  | 1         |           |  |  |       |       |       |  |
|  |                  |                  |              |             | Virtus.pro  | Virtus.pro  | 1         |           |  |  |       |       |       |  |
|  |                  |                  | SK Gaming    | SK Gaming   | 2           |             |           |           |  |  |       |       |       |  |
|  | SK Gaming        | SK Gaming        | SK Gaming    | SK Gaming   | 2           | 2           |           |           |  |  |       |       |       |  |
|  | SK Gaming        | SK Gaming        |              |             |             |             |           |           |  |  |       |       |       |  |
|  | FlipSid3 Tactics | FlipSid3 Tactics | 0            |             |             |             |           |           |  |  |       |       |       |  |
|  | FlipSid3 Tactics | FlipSid3 Tactics | 0            |             | SK Gaming   | SK Gaming   | 2         |           |  |  |       |       |       |  |
|  |                  |                  |              |             |             |             |           |           |  |  |       |       |       |  |
|  |                  |                  | Team Liquid  | Team Liquid | 0           |             |           |           |  |  |       |       |       |  |
|  | Natus Vincere    | Natus Vincere    | Team Liquid  | Team Liquid | 0           | 1           |           |           |  |  |       |       |       |  |
|  | Natus Vincere    | Natus Vincere    |              |             |             |             |           |           |  |  |       |       |       |  |
|  | Team Liquid      | Team Liquid      | 2            |             |             |             |           |           |  |  |       |       |       |  |
|  | Team Liquid      | Team Liquid      | 2            |             | Team Liquid | Team Liquid | 2         |           |  |  |       |       |       |  |
|  |                  |                  |              |             | Team Liquid | Team Liquid | 2         |           |  |  |       |       |       |  |
|  |                  |                  | Fnatic       | Fnatic      | 0           |             |           |           |  |  |       |       |       |  |
|  | Gambit Gaming    | Gambit Gaming    | Fnatic       | Fnatic      | 0           | 0           |           |           |  |  |       |       |       |  |
|  | Gambit Gaming    | Gambit Gaming    |              |             |             |             |           |           |  |  |       |       |       |  |
|  | Fnatic           | Fnatic           | 2            |             |             |             |           |           |  |  |       |       |       |  |

Źródło: hltv.org

### Ćwierćfinały
| Drużyna       | Wynik | Mapa        | Wynik | Drużyna          |
| ------------- | ----- | ----------- | ----- | ---------------- |
| Virtus.pro    | 19    | Overpass    | 17    | Astralis         |
| Virtus.pro    | 19    | Train       | 15    | Astralis         |
| Virtus.pro    | -     | Cache       | -     | Astralis         |
| SK Gaming     | 16    | Mirage      | 7     | FlipSid3 Tactics |
| SK Gaming     | 19    | Nuke        | 17    | FlipSid3 Tactics |
| SK Gaming     | -     | Train       | -     | FlipSid3 Tactics |
| Natus Vincere | 16    | Train       | 11    | Team Liquid      |
| Natus Vincere | 12    | Nuke        | 16    | Team Liquid      |
| Natus Vincere | 6     | Cobblestone | 16    | Team Liquid      |
| Gambit Gaming | 5     | Train       | 16    | Fnatic           |
| Gambit Gaming | 3     | Cache       | 16    | Fnatic           |
| Gambit Gaming | -     | Dust II     | -     | Fnatic           |

### Półfinały
| Drużyna     | Wynik | Mapa        | Wynik | Drużyna   |
| ----------- | ----- | ----------- | ----- | --------- |
| Virtus.pro  | 19    | Cobblestone | 17    | SK Gaming |
| Virtus.pro  | 5     | Nuke        | 16    | SK Gaming |
| Virtus.pro  | 12    | Mirage      | 16    | SK Gaming |
| Team Liquid | 16    | Cobblestone | 13    | Fnatic    |
| Team Liquid | 16    | Cache       | 13    | Fnatic    |
| Team Liquid | -     | Train       | -     | Fnatic    |

### Finał
| Drużyna   | Wynik | Mapa        | Wynik | Drużyna     |
| --------- | ----- | ----------- | ----- | ----------- |
| SK Gaming | 16    | Train       | 7     | Team Liquid |
| SK Gaming | 16    | Cobblestone | 6     | Team Liquid |
| SK Gaming | -     | Nuke        | -     | Team Liquid |

## Ranking końcowy
| Miejsce          | Drużyna              | Nagroda  | Skład                                         | Trener     |
| ---------------- | -------------------- | -------- | --------------------------------------------- | ---------- |
| 1.               | SK Gaming            | $500,000 | coldzera, Fallen, fer, fnx, TACO              | zews       |
| 2.               | Team Liquid          | $150,000 | EliGE, Hiko, jdm64, nitr0, s1mple             | peacemaker |
| 3.–4.            | Fnatic               | $70,000  | dennis, flusha, JW, KRiMZ, olofmeister        | vuggo      |
| 3.–4.            | Virtus.pro           | $70,000  | byali, NEO, pashaBiceps, Snax, TaZ            | kuben      |
| 5.–8.            | Astralis             | $35,000  | dev1ce, dupreeh, gla1ve, karrigan, Xyp9x      | zonic      |
| 5.–8.            | FlipSid3 Tactics     | $35,000  | B1ad3, markeloff, Shara, wayLander, WorldEdit | kane       |
| 5.–8.            | Gambit Gaming        | $35,000  | AdreN, Dosia, hooch, mou, spaze               | beAst      |
| 5.–8.            | Natus Vincere        | $35,000  | Guardian, Edward, flamie, seized, Zeus        | starix     |
| 9.–12.           | FaZe Clan            | $8,750   | aizy, fox, jkaem, rain, kioShiMa              | RobbaN     |
| 9.–12.           | mousesports          | $8,750   | chrisJ, Denis, nex, NiKo, Spiidi              | kassad     |
| 9.–12.           | Ninjas in Pyjamas    | $8,750   | f0rest, friberg, GeT RiGhT, pyth, Xizt        | THREAT     |
| 9.–12.           | Team Dignitas        | $8,750   | cajunb, k0nfig, MSL, RUBINO, tenzki           | ruggah     |
| 13.–16.          | Counter Logic Gaming | $8,750   | hazed, koosta, pita, reltuC, tarik            |            |
| 13.–16.          | G2 Esports           | $8,750   | bodyy, Rpk, ScreaM, shox, SmithZz             | NiaK       |
| 13.–16.          | OpTic Gaming         | $8,750   | daps, mixwell, NAF, RUSH, stanislaw           |            |
| 13.–16.          | Team EnVyUs          | $8,750   | apEX, DEVIL, Happy, kennyS, NBK               | Next       |
| Źródło: hltv.org |                      |          |                                               |            |